# Poolse verdediging
De Poolse verdediging is een schaakopening die is ingedeeld in de halfgesloten spelen. De beginzetten van de opening zijn 1. d4 - b5. Zwart maakt met de pionzet de fianchetto op b7 mogelijk en verhindert de 2. c4-zet. Echter, met 2. e4 heeft wit het centrum met pionnen in handen.
De Poolse verdediging werd bedacht door Aleksander Wagner.